# 안티고라이트
안티고라이트(Antigorite)는 이상적인 화학식 (Mg,Fe2+)3Si2O5(OH)4를 가진 규산염 광물의 사문석 아족군에 속하는 엽편상 단사정계 광물이다. 이것은 사문석의 고압 동질 이상이며 변성된 사문암에서 흔히 발견된다. 안티고라이트와 그 사문석 동질 이상은 상대적으로 약하고 높은 중량 비율의 물(최대 13 중량% H2O)을 함유하고 있어 섭입대 역학에서 중요한 역할을 한다. 그 이름은 이탈리아/스위스 국경 지역의 안티고리오 계곡에 위치한 지이스프파드 사문암이라는 유형 지역에서 유래했으며 보석이나 조각품에 흔히 사용된다.

## 지질학적 발생
안티고라이트는 확장 및 압축 지체 구조 체제를 포함하여 저온, 고압 (또는 고변형) 환경에서 발견된다. 사문석은 섭입대의 초고철질 녹색편암 상에서 흔히 발견되며, 이차적인 융기를 통해 지구 표면에서 볼 수 있다. 안티고라이트를 포함하는 사문암은 일반적으로 변형이 심하며, 형성된 동적 영역을 나타내는 뚜렷한 조직을 보여준다. 안티고라이트 사문암은 일반적으로 자철석, 녹니석, 탄산염과 관련된 광물을 가진다. 감람석은 열수 작용, 저급 변성 작용 및 풍화를 거쳐 안티고라이트로 변형되며, 이는 종종 활석 및 탄산염과 관련이 있다.
 + 4H
2O + SiO
2 → 
 + 3CO2 →  +  + 3H
2O

## 물리적 특성
엽편상 안티고라이트는 단단하고 주름진 덩어리로 나타난다. 일반적으로 짙은 녹색을 띠지만, 황색, 회색, 갈색 또는 검은색일 수도 있다. 모스 굳기계 경도는 3.5-4이며 광택은 유리광택에서 지방광택까지 다양하다. 안티고라이트의 비중은 2.5-2.6이다. 단사정계 결정은 층상 규산염의 특징적인 성질인 운모상 벽개를 보이며, 잘 녹지 않는다. 주로 안티고라이트로 구성된 사문암은 흔히 압쇄암이다. 이 암석을 구성하는 안티고라이트 입자는 매우 미세하며 (1~10 마이크로미터 정도) 섬유질이어서, 결정 격자의 우선 배향으로 인해 암석에 조직이 생긴다.

### 보석 특성

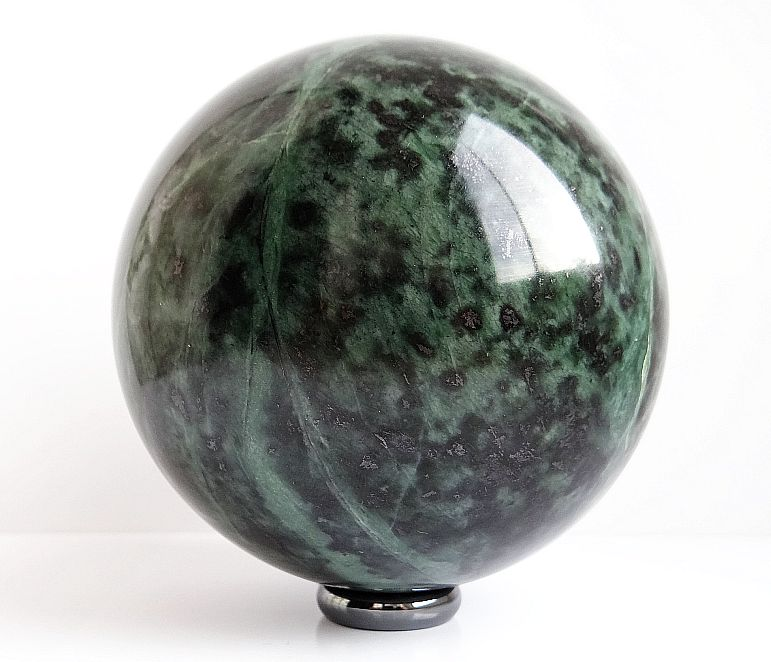
연마된 안티고라이트

안티고라이트는 순수하고 반투명하게 나타날 때 보석이나 조각용으로 사용되지만, 많은 결정에는 자철석의 검은 반점이 박혀 있다. 안티고라이트의 보석 종류로는 보헤나이트와 윌리엄사이트가 있다. 이 광물을 처음 분석한 로드아일랜드의 조지 T. 보웬의 이름을 따서 명명된 보헤나이트는 반투명하며 밝은 녹색에서 짙은 녹색을 띠고, 종종 흐린 흰색 얼룩과 더 어두운 줄무늬가 있다. 이는 조각 및 보석에서 가장 자주 발견되는 사문석이며, 미국 로드아일랜드주의 주 광물이다. 보헤나이트 캐보션은 "우리 광물 유산 브로치"의 일부로 1967년에 미국 영부인 레이디 버드 존슨에게 증정되었다. 윌리엄사이트는 매우 반투명하며 중간에서 진한 사과 녹색을 띤다. 비취와 다소 비슷하게 생긴 윌리엄사이트는 종종 캐보션과 구슬로 절단된다.

## 결정 구조

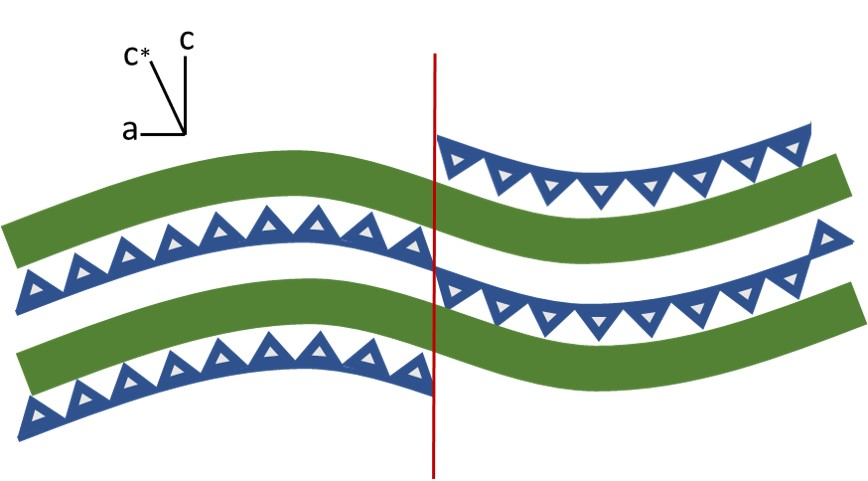
b축을 따라 본 안티고라이트의 단순화된 결정 구조. 파란색 삼각형은 SiO_{4} 사면체를 나타내고, 녹색 층은 Mg 팔면체를 나타낸다. 빨간색 선은 극성 반전을 나타낸다. 이 경우 m = 17.

마그네슘 함유 사문석(안티고라이트, 리자다이트, 온석면)은 삼팔면체 수화 층상 규산염이다. 이들의 구조는 1:1 팔면체-사면체 층 구조를 기반으로 한다. 안티고라이트는 공간군 Pm에서 단사정계이다. 마그네슘 함유 사문석은 유사한 조성을 가지지만, SiO4 사면체 시트가 팔면체 시트에 어떻게 들어맞는지에 따라 결정학적 구조가 상당히 다르다. 안티고라이트의 기본 조성은 팔면체 대 사면체 양이온의 비율이 더 작아 (리자다이트 및 온석면에 비해), 구조가 굽은 사면체 층의 주기적인 뒤집힘과 그에 따른 극성 변화를 통해 시트의 불일치를 보상할 수 있게 한다. 안티고라이트의 폴리좀은 곡률 방향의 파장을 나타내는 개별 사면체 수(m 값으로 표시)에 의해 정의된다. 사면체 시트는 판상 섬유 결정이 001(기저) 면과 평행하게 분리되도록 하여 안티고라이트에 완벽한 벽개를 부여한다.

## 같이 보기
- 사문석
- 사문암
- 섭입대 변성 작용 – 섭입판의 수화 광물